# Tellskapelle

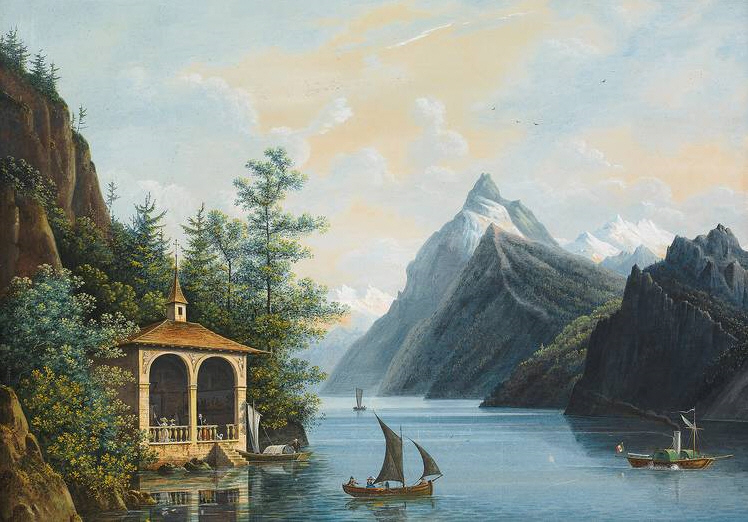
Die Tellskapelle im 19. Jahrhundert

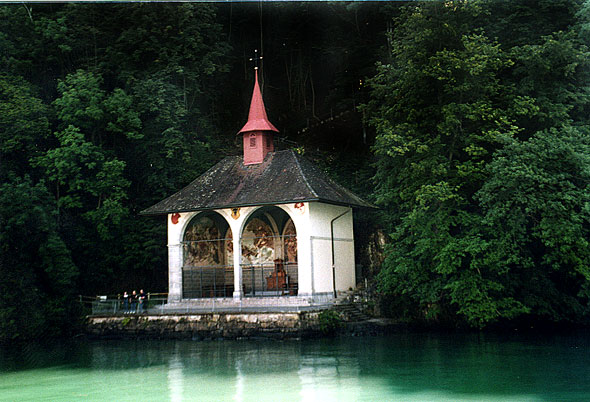
Die Tellskapelle im Jahr 2000

Die Tellskapelle ist eine Kapelle am Ufer des Vierwaldstättersees drei Kilometer südlich des Dorfes Sisikon im  schweizerischen Kanton Uri. Sie steht an der Tellsplatte, wo gemäss der Sage Wilhelm Tell vom Boot des Landvogts Gessler gesprungen sein soll.
Bereits 1388 wurde hier eine Kapelle errichtet. 1503 wird eine Kapelle als Heilig Hüslin erwähnt. Ein Neu- oder Umbau erfolgte 1590. Die  heutige Kapelle wurde 1879/1880 erbaut. 1991 wurde die Kapelle restauriert.
Jährlich findet am Freitag nach dem Auffahrtstag die Urner Landeswallfahrt mit dem Schiff zur Tellskapelle statt.
Die Kapelle fand Eingang in das Wappen von Sisikon: vor grünem Hintergrund eine weisse Kapelle mit rotem Dach und rotem Turmdach, die auf einer schwarzen Platte steht, darunter das Wasser des Sees (weiss).

## Fresken
Die Tellskapelle ist mit vier Fresken des Basler Malers Ernst Stückelberg ausgeschmückt. Diese zeigen:
- den Apfelschuss in Altdorf
- den Tellsprung auf die Tellsplatte
- Gesslers Tod in der Hohlen Gasse bei Küssnacht
- den Rütlischwur auf einer Wiese auf der gegenüberliegenden Seite des Urnersees

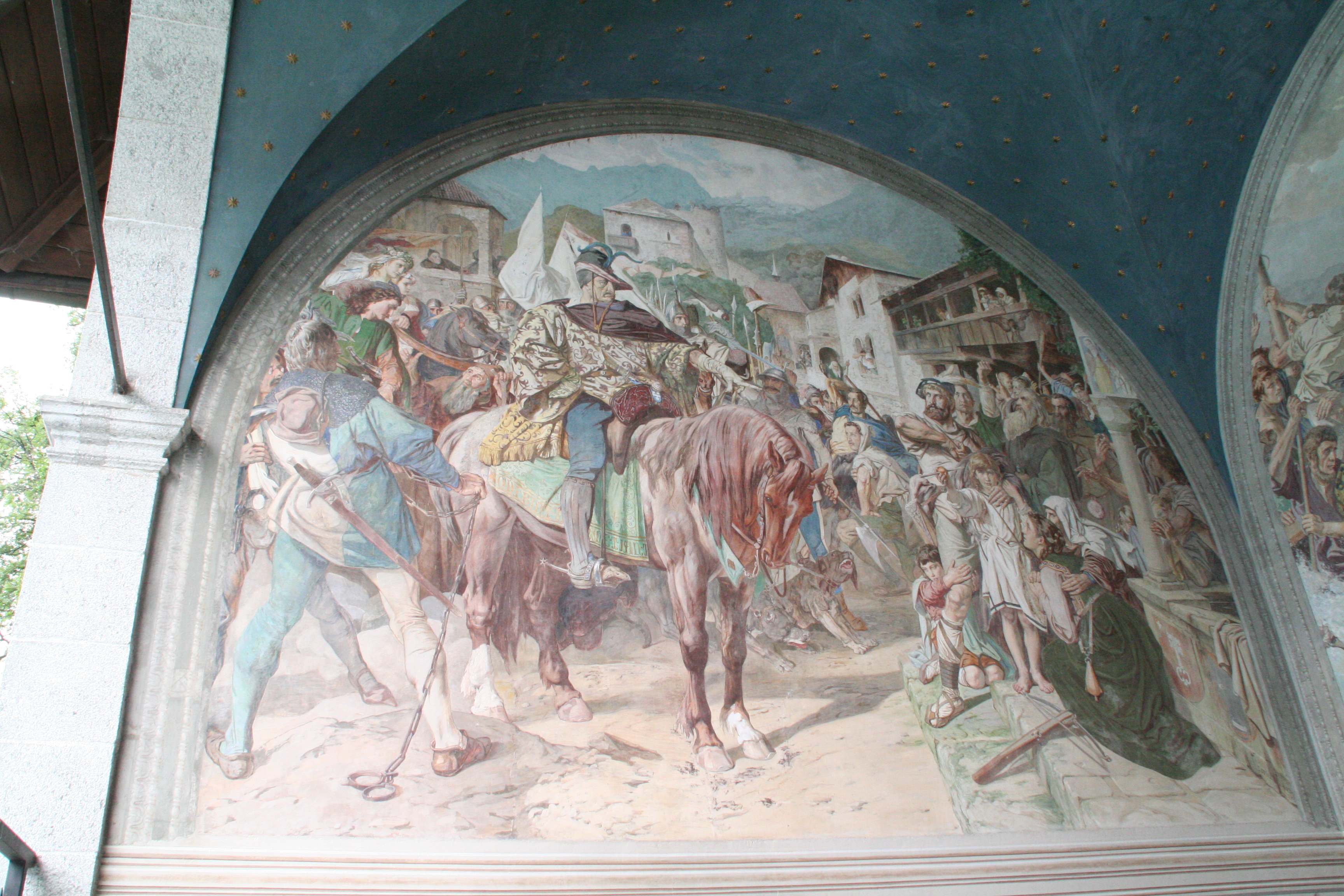
Apfelschuss
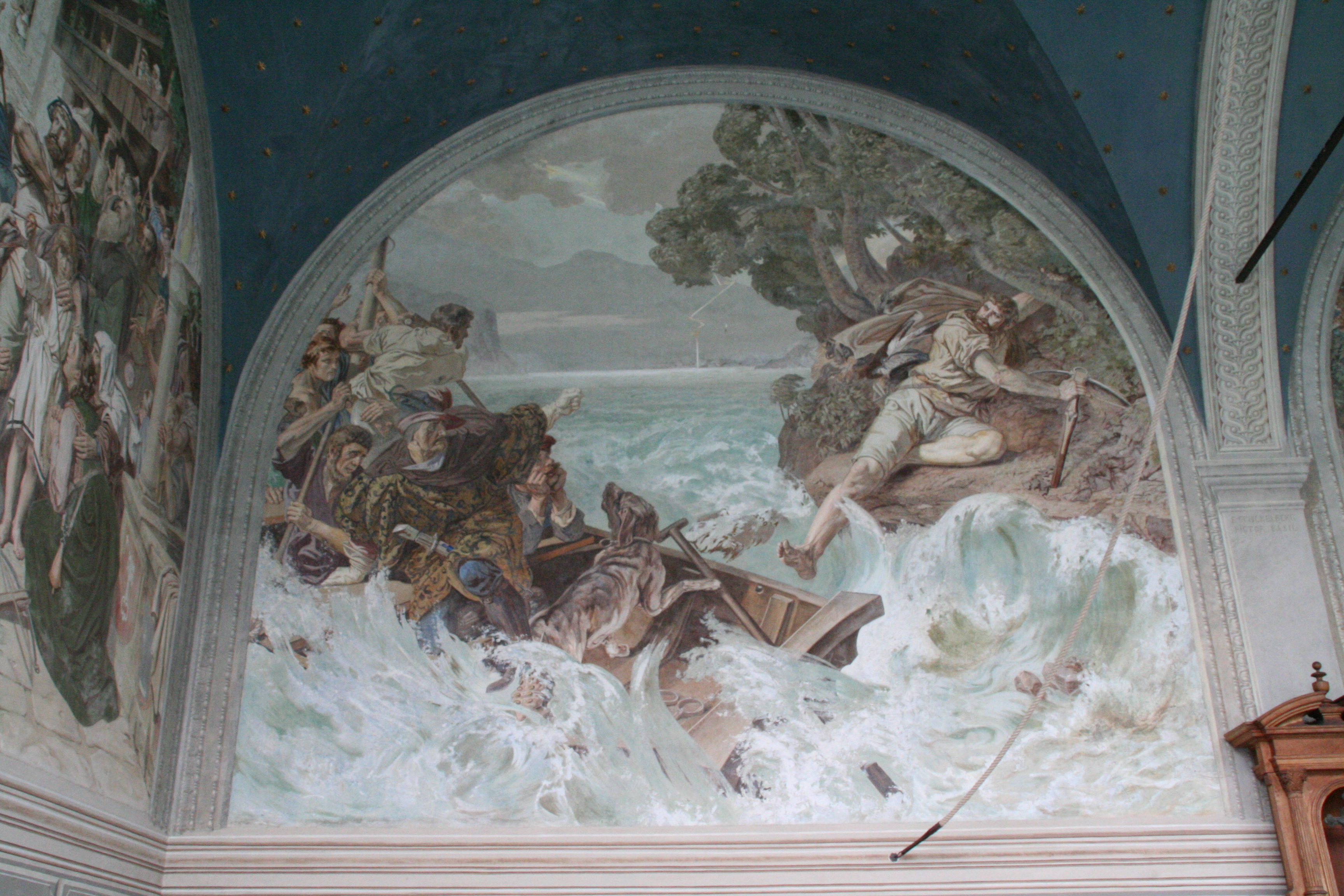
Tellsprung
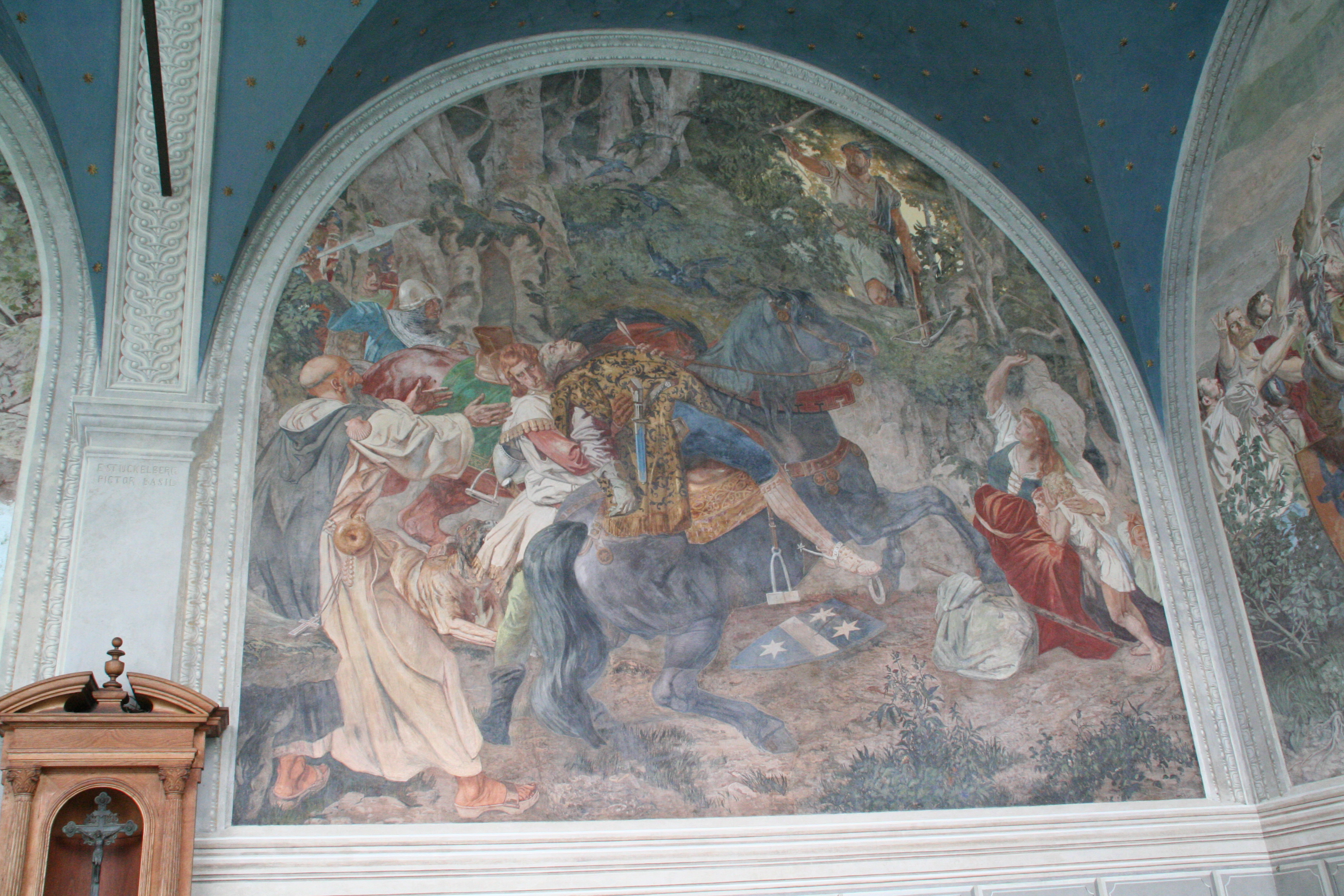
Gesslers Tod
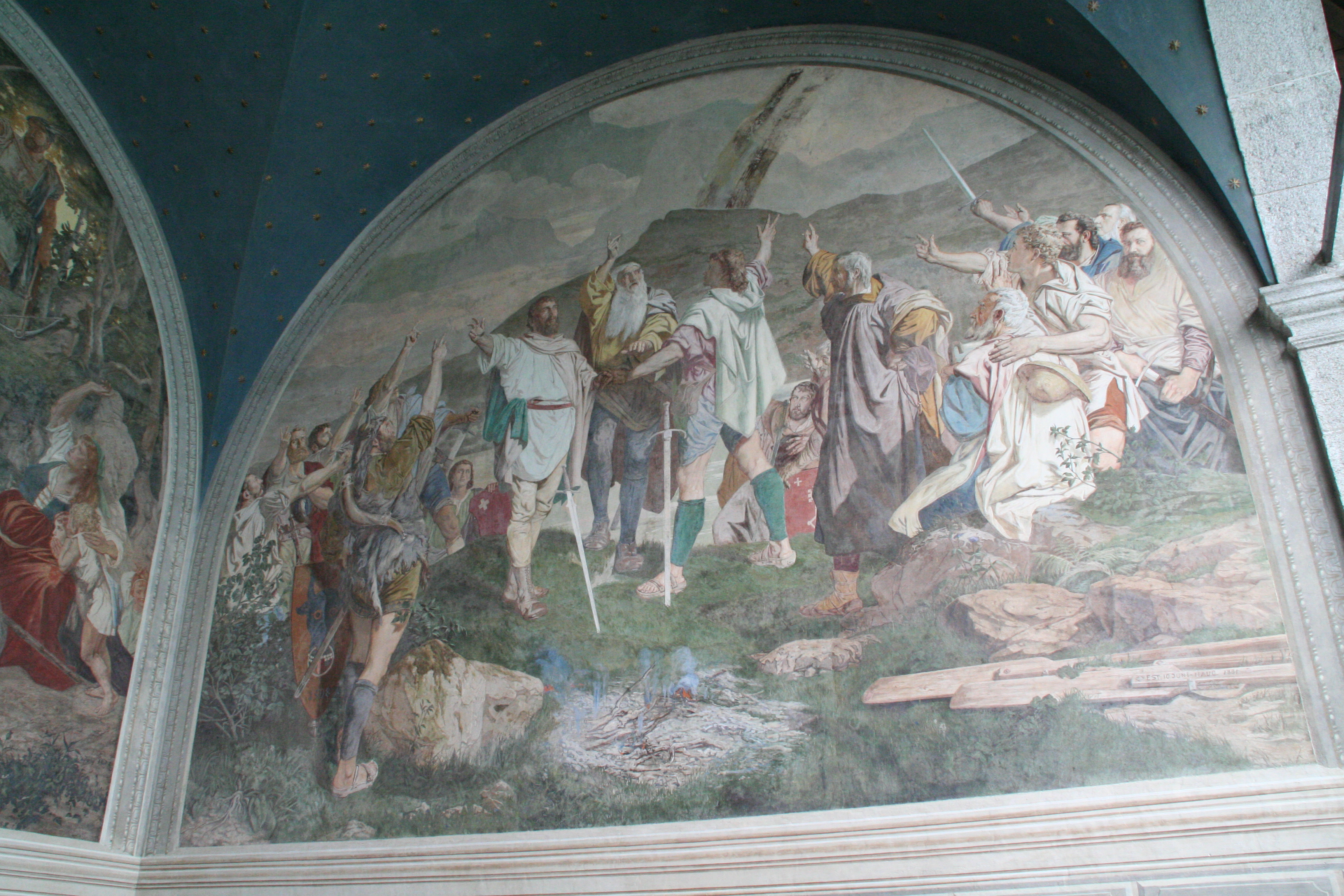
Rütlischwur